# Stade Grbavica
Le stade Grbavica est le stade du FK Željezničar Sarajevo, club de Bosnie-Herzégovine basé à Sarajevo. Il accueille également parfois les rencontres à domicile de l'équipe de Bosnie-Herzégovine de football.
Il dispose d'une capacité de 13 000 spectateurs pour les matchs internationaux. Il a été inauguré en septembre 1953, et a connu plusieurs rénovations au cours des dernières décennies.